# 长野健
长野健（英語：Kent Nagano，1951年11月22日—），或譯肯特長野或肯特中野，是美籍日裔指挥家，生于美国加利福尼亚柏克萊。

## 简历
长野健出生時父母均在柏克萊大學研究院就讀。父亲George Kimiyoshi是建築工程出身，但後來繼承了祖父的農場，其母親Ruth Okamoto是微生物學家，也是一個鋼琴家。长野健在莫羅貝長大，在聖塔克魯茲加利福尼亞大學修讀社會學和音樂，畢業後於舊金山州立大學繼續進修音樂，隨Grosvenor Cooper及Roger Nixon修讀作曲。
他的第一份指揮工作是在波士頓劇團擔任Sarah Caldwell的助理指揮。在1978年，他成為柏克萊交響樂團（Berkeley Symphony）的指揮。在柏克萊期間，長野健積極推廣法國作曲家奧立佛·梅湘的音樂。
在1982年，長野健指揮倫敦交響樂團演出著名搖滾樂手弗兰克·扎帕的第一輯管弦樂作品，並錄製成唱片「倫敦交響樂團第一輯」。
在1985年，長野健獲得 Seaver/National Endowment for the Arts Conductors Award 指揮奬。
長野健亦曾是里昂國家歌劇院1988年至1998年的音樂總監。1992年至1999年曼徹斯特哈萊管弦樂團的首席指揮。在任期間，長野健因為經常選擇龐大和挑戰性的曲目而惹來批評，1999年不再續約。
在1992年長野健曾在布魯塞爾指揮美國作曲家約翰·亞當斯的歌劇《克林格霍芬之死》。在1993年梅西安的歌劇《阿西西的聖方濟各》的首演亦是由長野健指揮。
長野健在2000年至2006年擔任柏林德意志交響樂團的藝術總監及首席指揮。他和樂團推出了不少錄音和錄影，包括一系列德國作曲家包括貝多芬、荀伯克、布拉姆斯、布魯克納、柴姆林斯基、馬勒的曲目。
長野健在2001年至2002年擔任洛杉磯歌劇院的首席指揮。在2003年5月更成為洛杉磯歌劇院的首任音樂總監。
長野健也是薩爾斯堡音樂節的常客，曾在2000年音樂節裏首演芬蘭女作曲家薩里阿霍作品遠方的愛。長野健自2006年起擔任蒙特利尔交响乐团以及巴伐利亞國立歌劇院的音樂总监。
長野健和鋼琴家兒玉麻里結婚並育有一女。

## 外部連結
- 官方网站
- Kent Nagano at the Montreal Symphony Orchestra
- 长野健在Allmusic上的頁面
- Kent Nagano discography